# Styrsö distrikt
Styrsö distrikt är ett distrikt i Göteborgs kommun och Västra Götalands län. 
Distriktet ligger i sydväst om Göteborg.

## Tidigare administrativ tillhörighet
Distriktet inrättades 2016 och utgörs av socknen Styrsö, i Göteborgs kommun.
Området motsvarar den omfattning Styrsö församling hade vid årsskiftet 1999/2000.